# Loreburn No. 254
Loreburn No. 254 je venkovská místní samosprávná jednotka v středojižním Saskatchewanu v Kanadě. Nachází se v divizi (oddělení pro sčítání lidu #5).

## Obce
Tyto obce leží uvnitř geografických hranic municipality Loreburn No. 254, ale technicky nejsou její součástí.
Vsi
- Elbow
- Hawarden
- Loreburn
- Strongfield

Samoty
- Cutbank

## Profil samosprávné jednotky
Podle kanadského sčítání lidu z roku 2001:
- Populace: 384
- % Změna (1996-2001): -9,0
- Příbytky: 154
- Plocha (km².): 966,77
- Hustota (obyvatel na km².): 0,4